# 鞍本鋼鉄集団
鞍本鋼鉄集団（アンベンこうてつしゅうだん、中国語: 鞍本钢铁集团、英語: Anben Iron & Steel Group）は、鞍山鋼鉄集団公司（鞍鋼、遼寧省鞍山市所在）と本渓鋼鉄（集団）有限責任公司（本鋼、遼寧省本渓市所在）の事業提携に伴って設立された中華人民共和国（中国）の鉄鋼企業である。
2005年8月8日設立。鞍鋼と本鋼の合弁企業である。両社の間に資本関係はない。